# 揺動ピストン型ポンプ
揺動ピストン型真空ポンプ（ようどうピストンがたしんくうポンプ）は真空ポンプの一種であり、油回転ポンプより堅牢、かつ排気量も大きなものが多い。
しかし回転ポンプに比べ振動が大きく、油回転ポンプでは難しい,
大きな排気量を必要とする用途にのみ使われる。
大型のものでは冷却水を必要とする場合もある。
到達圧力は1Pa程度である。
オイルを使わないタイプの揺動ピストン型も市販されており、
こちらのほうは小型のものが市販されているが、到達圧力は103Pa台であるため
アスピレータや真空チャックなどの低真空領域で使われる。